# Réserve naturelle d'Isokangas
La réserve naturelle d'Isokangas (finnois : Isokankaan luonnonsuojelualue) est une réserve naturelle à Oulu en Finlande.

## Présentation
La réserve naturelle d'Isokangas est une réserve naturelle de 331 hectares et une zone d'eaux souterraines de la ville d'Oulu, près de la limite d'Ylikiiminki, au nord de la rivière Sanginjoki.
La région d'Isokangas, au nord de la rivière Sanginjoki, est une destination de randonnée. Il y a deux sites de feu de camp le long du sentier de randonnée de 10 km de long à Isokangas. 
L'un d'eux est situé sur les rives du lac Isonkankaanjärvi et l'autre au nord de Kummunkorpi, en bordure de la lande.